# Dol (Postira)
Dol je naselje na otoku Braču, nedaleko Postira. Administrativno pripadaju općini Postira.
Dol je 1637. imao 200 stanovnika, 1681. 220, 1712. 200, 1738. 260, a 1763. godine oko 300 ljudi. U mjestu je osnovna škola osnovana 1868., a u nju je uveden hrvatski jezik 1885. godine. Školske godine 1869./70. bilo je 10 upisanih učenika.
Prema popisu stanovništva 2011. u Dolu živi 130 stanovnika.

## Stanovništvo
| broj stanovnika | 478   | 586   | 670   | 686   | 718   | 715   |       | 457   | 435   | 443   | 428   | 330   | 227   | 208   | 178   | 130   | 107   |
|                 | 1857. | 1869. | 1880. | 1890. | 1900. | 1910. | 1921. | 1931. | 1948. | 1953. | 1961. | 1971. | 1981. | 1991. | 2001. | 2011. | 2021. |

## Znamenitosti
- Crkvica Sv. Petra iz 11. stoljeća koja ima najstarije zvono na Braču iz 14. st.
- Crkvica sv. Mihovila iz 11. stoljeća ima zanimljiva ulazna vrata načinjena od uspravljenog i probušenog sarkogfaga. U unutrašnjosti ima staru fresku posvetnih križeva.
- Crkvica vs. Barbare na predjelju Sutvara.
- Crkvica sv. Vida na Velom brdu.
- Crkva Očišćenja BDM, zaštićeno kulturno dobro
- Crkva sv. Barbare, zaštićeno kulturno dobro
- Crkva sv. Vida, zaštićeno kulturno dobro
- Ruralna cjelina Dol, zaštićeno kulturno dobro

Utvrđeni Gospodnetićev dvorac ima kasnorenesansne dekorativne forme, monumentalna profilirana vrata, snažni ogradni zid i obiteljski grb barokne dekoracije.

## Vanjske poveznice
|  | Zajednički poslužitelj ima još gradiva o temi Dol |